# Бурангулов Мухаметша Абдрахманович
Мухаметша Абдрахманович Бурангулов (башк. Мөхәмәтша Әбдрәхмән улы Буранғолов; 15 грудня 1888, с. Верхнє-Ільясово Бузулуцького повіту Самарської губернії, нині Красногвардійського району Оренбурзької області — 9 березня 1966, м. Уфа) — башкирський поет і драматург, фольклорист, класик башкирської літератури. Знавець башкирської народної творчості і збирач фольклору, Народний сесен Башкирської АРСР (1944), член Союзу письменників СРСР (1940).

## Біографія
Бурангулов Мухаметша Абдрахманович народився 15 грудня 1888 року в селі Верхнє-Ільясово Юмран-Табинськой волості Бузулуцького повіту Самарської губернії.
У 1901 році закінчив Старо-Юлдашевську земську школу, а в 1907 році медресе села Каргали.
У 1912-1916 рр. вчитель у Каїпкуловській сільській школі Оренбурзької губернії.
У 1916-1917 рр. інспектор сільських шкіл Бузулуцького повітового відділу народної освіти.
У 1917-1920 рр. завідувач відділу народної освіти та голова кантонного виконавчого комітету в Ток-Суранському кантоні Башкирської АРСР.
У 1921-1924 рр. працював учителем сільської школи в рідному селі.
У 1924-1937 рр. викладає башкирську мову і літературу в школах і технікумах Башкирської АРСР.
Навчався в Башкирському державному педагогічному інституті імені К.А. Тімірязєва.
В серпі 1937 року арештований вперше за звинуваченням у «башкирському буржуазному націоналізмі» та провів у тюрмі 7 місяців.
З вересня 1938 року працює в Інституті історії, мови і літератури. Тут за короткий термін Бурангулов зміг систематизувати і зібрати в Науковий фонд інституту багато фольклорних творів, у тому числі епоси «Урал-батир», «Акбузат», «Ідукай і Мурадим», «Карасакал», «Юлай і Салават» й інші, деякі з них були опубліковані.
Після прийняття ЦК ВКП(б) постанови «Про стан агітаційно-пропагандистської роботи в Башкирській партійній організації та шляхи її поліпшення» від 27 січня 1945 року Мухаметша Бурангулов знову піддався гонінням: йому і Баязиту Бікбаю інкримінувалося спотворення історії башкирського народу, допущене в деяких творах.
У 1950 році Бурангулов позбавлений всіх звань і засуджений на 10 років за звинуваченням у приналежності до антирадянської націоналістичної групи і антирадянської агітації. У 1956 році випущений на свободу, в його «справу» було зазначено: «протоколи допиту були складені 3 відділом УДБ НКВС БАРСР».
Згідно з постановою Верховного суду СРСР, 1959 році повністю реабілітований. Секретар Башобкому КПРС виступив проти відновлення в членстві у Спілці письменників і йому в цьому було відмовлено. У 1961 році Колегія Верховного суду РРФСР відмовила в реабілітації праць М. А. Бурангулова.

## Творчість
Зробив значний внесок у розвиток башкирської фольклористики та драматургії. Записані ним пісні, легенди і перекази, героїко-епічні сказання, опис весільних обрядів увійшли в золотий фонд башкирського фольклору, а сюжети його сценічних творів навіяні мотивами башкирських пісень-переказів, у них знайшли відображення своєрідність побуту, традицій, обрядів і повір'їв башкирів.
У 1919 році постановкою п'єси Бурангулова «Ашкадар» («Ашҡаҙар») відбулося відкриття Башкирського театру драми.
П'єси «Шаура» («Шәүрә», 1925-1948), «Башкирська весілля» («Башҡорт туйы», 1930-1939), «Ідукай і Мурадим» («Иҙеүкәй менән Мораҙым», 1940-1943) колись складали основу репертуару багатьох башкирських театрів.
Під час роботи в Башкирському науково-дослідному інституті мови і літератури, вів наукову роботу з фольклору. Ним створені праці: «Башкирські легенди», «Епос про батирів», народно-епічні поеми (кубаїри) «Вітчизняна війна», «Юлай і Салават», «Карасакал». Записував і обробляв епоси, казки, пісні, кубаїри. У їх числі епоси «Урал-батир», «Акбузат», казка «Алпамиша» та ін.
Пізніше написав на фольклорному матеріалі п'єсу «Ялан Еркей» (варіант транскрипції — «Ялан Еркай»), за яку був репресований.

## Пам'ять
- Постановою від 24 лютого 2004 року Уряду Башкортостану, Башкирскому ліцею р.п. Раєвський Альшеєвського району Республіки Башкортостан присвоєно ім'я Мухаметші Бурангулова. Біля навчального закладу встановлено його бюст.
- У м. Уфі на будинку по вулиці Мінгажева, в якому жив сесен, встановлена меморіальна дошка.
- 25 травня 2012 року в м. Сібай встановлений бюст Мухаметші Бурангулова[4].
- У травні 2012 року Спілка письменників Республіки Башкортостан заснувала Премію імені М. Бурангулова:[5]
- Іменем Мухаметші Бурангулова названа вулиця і башкирська бібліотека № 1 в місті Мелеуз Республіки Башкортостан.[6]